# Аухаузен
Аухаузен (нем. Auhausen) — община в Германии, в земле Бавария.
Подчиняется административному округу Швабия. Входит в состав района Донау-Рис.  Население составляет 1032 человека (на 31 декабря 2010 года). Занимает площадь 15,55 км².